# Civray (Cher)
Civray település Franciaországban, Cher megyében. Lakosainak száma 918 fő (2022. január 1.). Civray Chârost, Lunery, Plou, Primelles, Saint-Ambroix, Saint-Florent-sur-Cher, Saugy és Villeneuve-sur-Cher községekkel határos.

## Népesség
A település népessége az elmúlt években az alábbi módon változott:
| Lakosok száma | 893  | 813  | 1023 | 1001 | 1008 | 979  | 920  | 906  | 901  | 918  |
|               | 1968 | 1982 | 1990 | 2006 | 2013 | 2015 | 2017 | 2019 | 2020 | 2022 |